# Подґужиці (Мазовецьке воєводство)
Подґужиці (пол. Podgórzyce) — село в Польщі, у гміні Варка Груєцького повіту Мазовецького воєводства.
Населення — 150 осіб (2011).
У 1975-1998 роках село належало до Радомського воєводства.

## Демографія
Демографічна структура станом на 31 березня 2011 року:
|          | Загалом | Допрацездатний вік | Працездатний вік | Постпрацездатний вік |
| -------- | ------- | ------------------ | ---------------- | -------------------- |
| Чоловіки | 79      | 18                 | 55               | 6                    |
| Жінки    | 71      | 7                  | 46               | 18                   |
| Разом    | 150     | 25                 | 101              | 24                   |